# Kurt-Adolf Thelen
Kurt-Adolf Thelen (* 9. März 1911 in Homberg; † 17. Januar 1990) war ein deutscher Sänger, Komponist und Texter. Er wurde in den 1950er Jahren vor allem als Interpret von Karnevalsliedern wie Am Aschermittwoch ist alles vorbei und Trinkliedern bekannt. Gemeinsam mit dem Golgowsky-Quartett, dem Sunshine-Quartett sowie Will Glahé und seinem Blasorchester hatte Thelen 1954 einen Nummer-eins-Hit in Deutschland mit dem Lied Am 30. Mai ist der Weltuntergang. Auch mit Trude Herr nahm er verschiedene Lieder auf. Er hatte den Beinamen Singender Kellermeister.